# Vrana (Cres)
Vrana is een plaats in de gemeente Cres in de Kroatische provincie Primorje-Gorski Kotar. De plaats telt 16 inwoners (2001).